# Premios Juventud
Les Premios Juventud (« prix de la jeunesse », en espagnol) sont des prix décernés aux vedettes latino-américaines (musique, cinéma, télévision, sport, mode, ...) par Univision (5e réseau de télévision américain, et le 1er hispanophone.

## Résultats
Les deux premières éditions ont lieu en septembre. En 2006, l'émission est déplacée en juillet. Entre 2004 et 2017, l'émission est diffusée le jeudi. L'édition 2018 est la seule à se dérouler un dimanche et à ne pas comporter de nominations et de votes. Avec l'édition 2019, l'émission est diffusé de nouveau le jeudi, et les nominations et le vote sont rétablis.
| Édition | Date              | Invité(s)                                                                              | Lieu                                        |
| ------- | ----------------- | -------------------------------------------------------------------------------------- | ------------------------------------------- |
| 1er     | 23 septembre 2004 | Cristián de la Fuente, Galilea Montijo, Myrka Dellanos                                 | Watsco Center                               |
| 2e      | 22 septembre 2005 | Jaime Camil, Kate del Castillo                                                         | Watsco Center                               |
| 3e      | 13 juillet 2006   | Alessandra Rosaldo, Cristián de la Fuente, Gustavo Cárdenas Ávila, Ninel Conde         | Watsco Center                               |
| 4e      | 19 juillet 2007   | Angélica Vale, Belinda Peregrín, Jaime Camil                                           | Watsco Center                               |
| 5e      | 17 juillet 2008   | Eduardo Santamarina, Mayrín Villanueva, RBD                                            | Watsco Center                               |
| 6e      | 16 juillet 2009   | Anahí, Juan Soler, Karyme Lozano, Pee Wee                                              | Watsco Center                               |
| 7e      | 15 juillet 2010   | Ninel Conde, Pee Wee                                                                   | Watsco Center                               |
| 8e      | 21 juillet 2011   | William Levy                                                                           | Watsco Center                               |
| 9e      | 19 juillet 2012   | Alicia Machado                                                                         | Watsco Center                               |
| 10e     | 18 juillet 2013   | Eduardo Yañez, Erika Buenfil                                                           | Watsco Center                               |
| 11e     | 17 juillet 2014   | Ana Brenda Contreras, Cristián de la Fuente, Galilea Montijo                           | Watsco Center                               |
| 12e     | 16 juillet 2015   | Alejandra Espinoza, El Dasa, Ninel Conde, William Levy                                 | Watsco Center                               |
| 13e     | 14 juillet 2016   | Emeraude Toubia, William Levy                                                          | Watsco Center                               |
| 14e     | 6 juillet 2017    | Alejandra Espinoza, Danilo Carrera                                                     | Watsco Center                               |
| 15e     | 22 juillet 2018   | María Elena Dávila, Manolo Gonzalez                                                    | Watsco Center                               |
| 16e     | 18 juillet 2019   | Lali, CNCO, Alejandra Espinoza                                                         | Watsco Center                               |
| 17e     | 13 août 2020      | Julissa Calderón, Ana Patricia Gámez, Francisca Lachapel, Borja Voces, Sebastián Yatra | Seminole Hard Rock Hotel & Casino Hollywood |
| 18e     | 22 juillet 2021   | Alejandra Espinoza, Chiquis et Sebastian Yatra                                         | Watsco Center                               |
| 19e     | 21 juillet 2022   | Danna Paola, Eduin Caz, Clarissa Molina et Prince Royce                                | Coliseo José Miguel Agrelot                 |
| 20e     | 20 juillet 2023   | Ángela Aguilar, Alejandra Espinoza, Dayanara Torres, et Marcus Ornellas]               | Coliseo José Miguel Agrelot                 |
| 21e     | 25 juillet 2024   | Lele Pons, Clarissa Molina et Wisin                                                    | Coliseo José Miguel Agrelot                 |